# 田村悠人 ISOLATED
『田村悠人 ISOLATED』（たむらゆうと アイソレイテッド）は、2025年6月6日劇場公開映画。『日本統一』スピンオフ。山口祥行主演。時系列は、連続ドラマ『日本統一 東京編』（テレビ東京、2025年7月2日放送開始）の前日譚。
2025年5月26日、新宿バルト9で完成披露舞台挨拶。
2025年6月7日、横浜ブルク13、および、新宿バルト9で公開記念舞台挨拶。

## ストーリー
田村悠人（山口祥行）は横浜に行った帰り道に何者かに襲撃される。田村は氷室蓮司（本宮泰風）に連絡するが事務所に帰ってこない。事務所の外に傷だらけの河原崎（田島亮）がおり、攫われた氷室の居場所を知っているという。河原崎の案内で氷室救出に向かった田村に、次々と敵が襲いかかってくる。

## キャスト
- 三代目侠和会本部長 田村悠人：山口祥行
- 河原崎和也：田島亮
- 三代目侠和会四代目山崎組謙勇会理事長 山村義明：川崎健太
- 廣田高志
- 宮城大樹
- 大津夕陽
- 海津雪乃
- 竹内優翔　子役
- 殺し屋：北川貴英
- ゲヘイロ笹森
- ラデック
- 阪野正
- 三代目侠和会中島組組長 中島勇気：館昌美
- 三代目侠和会四代目山崎組組長 坂口丈治：北代高士
- 三代目侠和会四代目龍征会会長 斎藤浩樹：勝矢
- 三代目侠和会四代目藤代組組長 川上章介：中澤達也
- 三代目侠和会四代目山崎組謙勇会会長 石沢勇将：本田広登
- 三代目侠和会四代目藤代組組員 宇垣竜次：岸田タツヤ
- 三代目侠和会三代目川谷組悠成会若頭 翁長照邦：喜矢武豊
- 有森英二：神保悟志
- 三代目侠和会若頭 氷室蓮司：本宮泰風

ナレーション
- 中谷一博

## スタッフ
- 原案・総合プロデュース：本宮泰風
- 監督：辻裕之
- 製作：人見剛史・和田佳恵
- 企画：ライツキューブ
- エグゼクティブプロデューサー：鈴木祐介
- プロデューサー：服巻泰三
- アソシエイトプロデューサー：藤山晃太郎・加瀬未奈
- アクション監督：坂本浩一
- 脚本：村田啓一郎
- 撮影：伊集守忠
- 照明：大町昌路
- 録音：岩間翼
- 美術：中谷鴨宏・大島政幸
- 衣裳：天野多恵
- メイク：坂口佳那恵
- 編集・VFX：恒川岳彦
- アクションコーディネーター：坂井良平
- ガンエフェクト・VFX：遊佐和寿
- 操演：大宮敏明
- カースタント：豊原クリス・鈴木翔也
- 音響効果・整音：藤本淳
- キャスティング：渡辺有美
- 制作担当：橘慎
- 助監督：山口通平
- 音楽プロデューサー：吉川清之
- 主題歌：「SAINT」作詞・作曲：清春 編曲：三代堅　アルバム『ETERNAL』（ヤマハミュージックコミュニケーションズ）より
- ポスター写真：三宅英文
- スチール：三戸健秀
- 協賛：株式会社セントラルシステム
- 制作・配給：ライツキューブ
- 配給協力：ティ・ジョイ
- 制作協力：ソリッドフィーチャー

## 備考
- 主題歌の清春「SAINT」は山口祥行の希望で決まった[5]。
- 入場者無料配布は、「三代目侠和会本部長 田村悠人」の名刺（※なくなり次第終了）[6]。
- メインビジュアルとして公開された、田村悠人の背中の刺青「不動明王」は本宮泰風がデザインした[7][8]。
- 本作撮影中に主演の山口祥行はもう歩けないくらいの怪我を足にしたが、本宮泰風は自分の撮影がない日に朝から撮影現場に来て山口にテーピングして支えた[9]。
- 2025年6月12日、松本明子が本作を鑑賞したことをSNSで報告した[10]。